# ویسل
ویسل (به هلندی: Wissel) یک منطقهٔ مسکونی در هلند است که در ایپه واقع شده‌است. ویسل ۲۰۰ نفر جمعیت دارد.